# Sam Wrench
Sam Wrench [sæm rɛnʧ] (* 1991 oder 1992) ist ein  englischer Regisseur, der vor allem Werbefilme und Konzertfilme dreht. Mit Taylor Swift: The Eras Tour hat er im August 2023 den erfolgreichsten Konzertfilm aller Zeiten inszeniert, der bereits drei Monate nach seinem Start im Oktober 2023 über 261 Millionen US-Dollar eingespielt hat.

## Schaffen
Zu Wrenchs bekanntesten Auftraggebern für Werbeclips gehörten McDonald’s, Toyota, Adidas, Foot Locker und Samsung. Für Tuborg arbeitete er bereits mit Major Lazer, für Mastercard  mit Mary J. Blige.
Ab Mitte der 2010er-Jahre  machte sich Wrench mit Konzertfilmen einen Namen: 2015 erschien Blurs New World Towers,2016 Mumford & Sons’ We Wrote This Yesterday, 2022 Lizzos Live in Concert und mit BTS Permission to Dance on Stage — LA. 2023 wurde zu seinem bis dahin erfolgreichsten Jahr, er erhielt für Billie Eilishs Live at the 02 eine Grammy-Nominierung und drehte mit Taylor Swift: The Eras Tour den erfolgreichsten Konzertfilm aller Zeiten ab, der bis Januar 2024 über 262 Millionen US-Dollar einspielte und eine Golden-Globe-Nominierung erhielt.